# Benfärgat ängsfly
Benfärgatfly ängsfly, Apamea lithoxylaea är en fjärilsart som först beskrevs av Michael Denis och Ignaz Schiffermüller 1775. Enligt Catalogue of Life är det vetenskapliga namnet istället Apamea lithoxylea, beskriven med det namnet av Ignaz Schiffermüller 1776. Benfärgatfly ängsfly ingår i släktet Apamea, och familjen nattflyn, Noctuidae. Arten är reproducerande i Sverige. Två underarter finns listade i Catalogue of Life, Apamea lithoxylea apenninigena Dannehl, 1929 och Apamea lithoxylea caerulescens Reisser, 1926.

## Bildgalleri

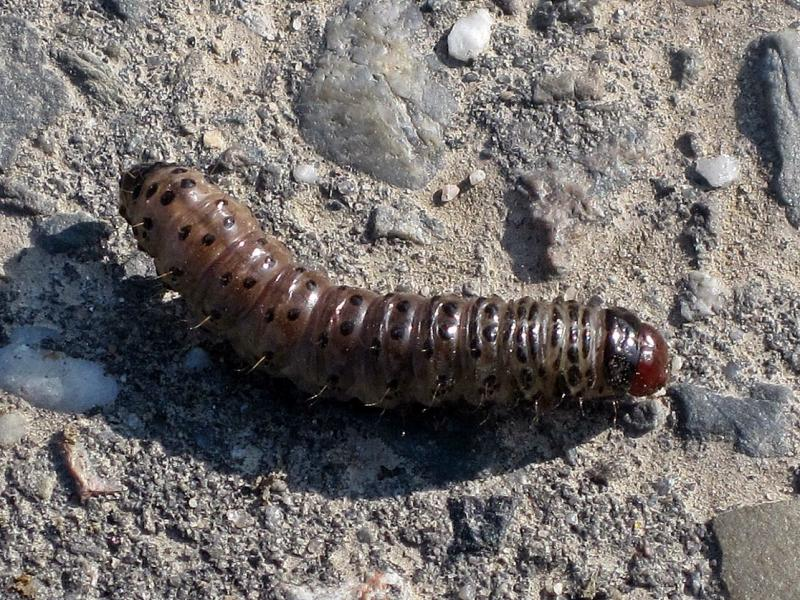
Fjärilens larv
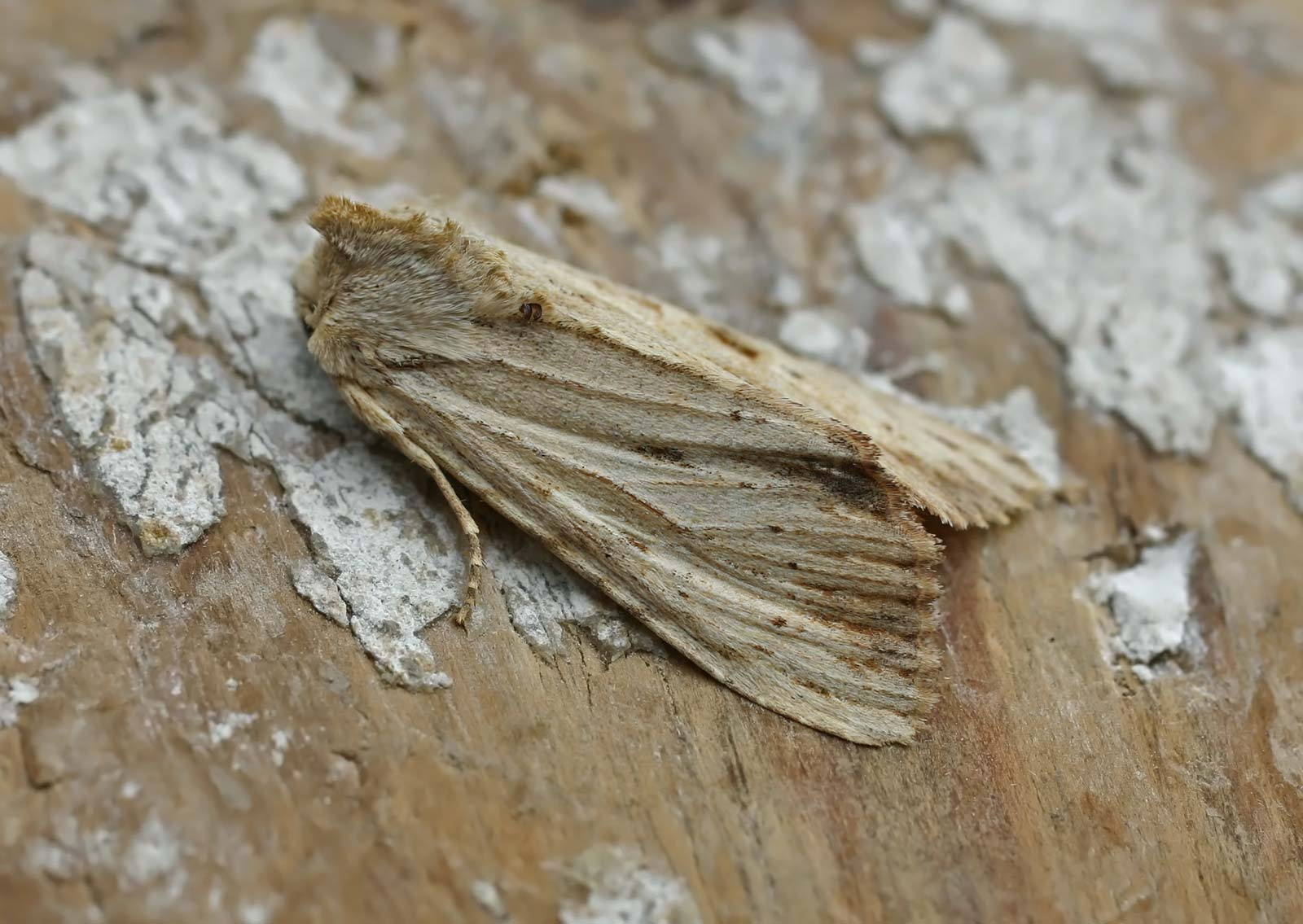
Imago fjäril
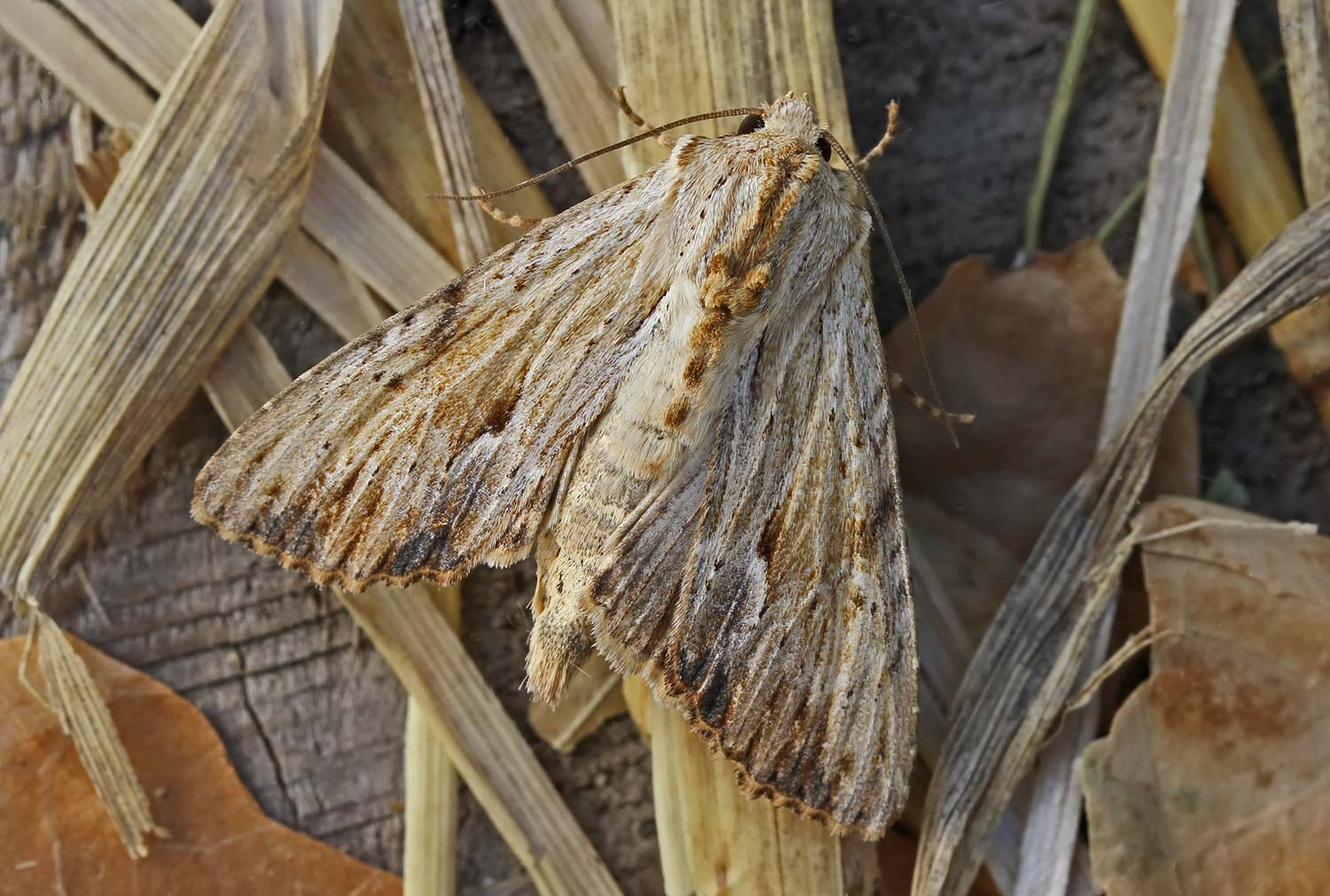
Imago fjäril
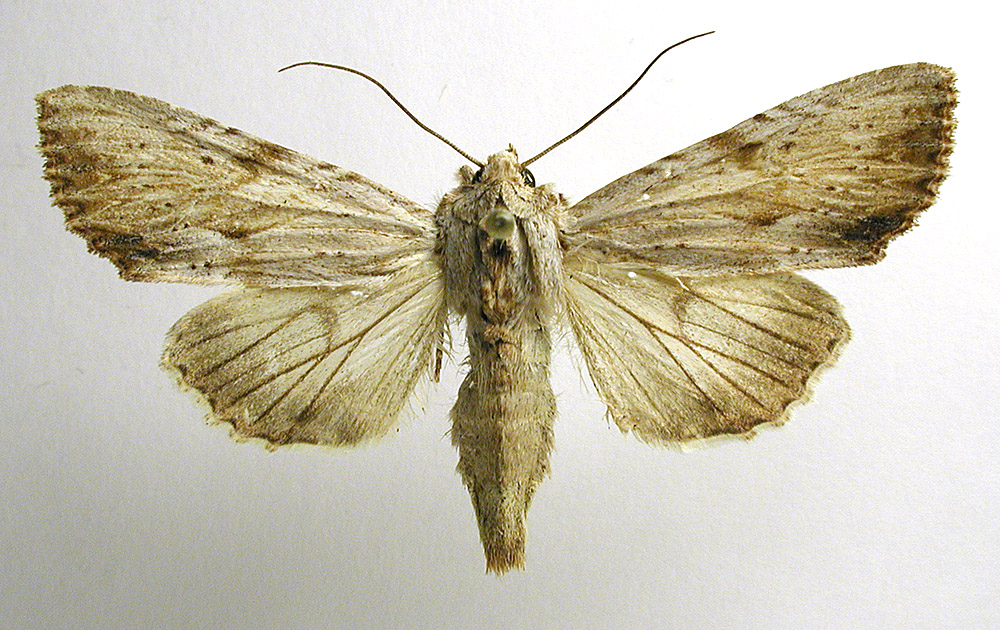
Preparerad (uppnålad) imago fjäril